# Paul Josef Cordes
Paul Josef kardinál Cordes (5. září 1934, Kirchhundem – 15. března 2024, Řím) byl německý římskokatolický kněz, bývalý pomocný biskup z Paderbornu, bývalý předseda Papežské rady Cor Unum a od 24. listopadu 2007 kardinál.

## Kněz a biskup
Po maturitě začal nejdřív studovat medicínu, po dvou semestrech přešel do semináře v Paderbornu, mimo to studoval filozofii v Lyonu. 21. prosince 1961 přijal kněžské svěcení. Byl prefektem několika vzdělávacích institucí, mj. semináře v Paderbornu. V roce 1969 zahájil studia dogmatické teologie na Katolické univerzitě v Mohuči, kde o dva roky později obhájil doktorát.
V roce 1972 ho kardinál Julius Döpfner, tehdejší předseda německého episkopátu, jmenoval sekretářem pastorační komise Konference biskupů Německa. Začal spolupracovat se sdruženími a hnutími katolické církve v Německu. V říjnu 1975 ho papež Pavel VI. jmenoval pomocným biskupem v Paderbornu, biskupské svěcení přijal 1. února 1976.

## V římské kurii
V březnu 1980 jej papež Jan Pavel II. ustanovil místopředsedou Papežské rady pro laiky, stal se rovněž konzultorem dalších dikasterií římské kurie. Byl mimo jiné pověřen péčí nad Charismatickou obnovou a Neokatechumenátní cestou. Toto poslání plnil do prosince 1995. Tehdy byl povýšen do hodnosti arcibiskupa a jmenován předsedou Papežské rady Cor Unum, která koordinuje charitativní činnost katolické církve. Jako speciální papežský vyslanec navštívil řadu států postižených konflikty nebo přírodními katastrofami. Funkci předsedy této papežské rady zastával i v době pontifikátu Benedikta XVI. až do roku 2010, kdy odešel na odpočinek a ve funkci ho vystřídal kardinál Robert Sarah. Kardinálem byl jmenován v konsistoři v listopadu 2007.